# Kondor Attila
Kondor Attila (Budapest, 1974. - ), magyar grafikusművész.

## Életpályája
2000-ben szerzett diplomát a  Magyar Képzőművészeti Egyetemen, képgrafika szakon. Mestere Baranyay András volt.

## Díjai, ösztöndíjai
- 2016 Tornyai Plakett
- 2013 Endre Béla-díj
- 2009, 2013 Újbuda-Mecénás ösztöndíj
- 2007 Római Magyar Akadémia ösztöndíja
- 2000 Kondor Béla-díj
- 1998 200 éves a litográfia - I. díj
- 1997, 1998 Barcsay-díj

## Egyéni kiállításai
- 2017 Napváros – Resident Art Budapest, Budapest
- 2016 Magasból épülő város – B32 Galéria, Budapest
- 2015 Ontogenezis – Részesülni a létben – Kiscelli Templom, Fővárosi Képtár, Budapest
- 2015 A fény módosulatai – Tornyai Múzeum, Hódmezővásárhely
- 2015 A figyelem útjai II. – K. Petrys Galéria, A38Hajó Kiállító, Budapest
- 2014 Rajzolt idő (Mátyási Péterrel) – Molnár Ani Galéria, Budapest
- 2014 A figyelem útjai (A kép születése) – Óbudai Társaskör Galéria, Budapest
- 2013 Térformálók (Várady Róberttel) – Cifrapalota–Szigma, Kecskemét
- 2012 Az emlékezés művészete – Budapest Galéria, Lajos utcai Kiállítóház, Budapest
- 2011 Elmélyedés – Ari Kupsus Galéria, Budapest
- 2011 Orientációk No. 3. – Pepper Art Projects, Budapest
- 2011 Ittlét – Újbuda Galéria, Budapest
- 2009 Tudat és lét – Bartók 32 Galéria, Budapest
- 2008 Hermetikus kertek / Giardini Ermetici – Olasz Intézet, Budapest
- 2008 Orientáció No. 1–2. – M.C.P. Múzeum–kert és FKSE Stúdió Galéria, Budapest
- 2007 Kis kontemplációk – Volksbank Galéria, Budapest
- 2007 Kontempláció – Görög Templom Kiállítótér, Vác
- 2007 Tradíció adó–vevő – Inda Galéria, Budapest
- 2006 Parmenidész–töredékek, Huba Galéria, Budapest
- 2006 Első pillantás – Szinyei Szalon, Budapest
- 2004 A szemlélődés kertjei II. – Szinyei Szalon, Budapest
- 2004 A szemlélődés kertjei I. – Multicont Galéria, Budapest
- 2002 A szemlélődés terei – Meander Galéria, Budapest
- 1999 Natura Nuda – Natura Morta – Óbudai Társaskör Galéria, Budapest
- 1997 Talált helyek (Filp Csabával) – Óbudai Társaskör Galéria
- 1996 Szín Terek (Csendéletek) – Cirko–Gejzír Galéria, Budapest

## Részvétele csoportos kiállításokon (válogatás)
- 2012 Férfiképmás, Pepper Art Project, Budapest | Élő magyar festészet, Magyar Nemzeti Galéria, Budapest
- 2011 La Nuova Europa – Giovani Artisti Ungheresi, Potenza, Olaszország
- 2010 Viszonyok, Deák–Gyűjtemény, Székesfehérvár | A Sensaria Társaság a Kecskeméti Művésztelepen Bozsó–Gyűjtemény, Kecskemét
- “Szemem határa: éjjelem, nappalom”, Koller Galéria, Budapest | Félidő, Pepper Art Projects, Budapest
- 2009 Várostájak, Molnár Ani Galéria, Budapest | Genius Loci, Művésztelepi Galéria, Szentendre
- 2008 Sulla strada, Accademia d’Ungheria a Roma, Róma | Új reneszánsz, Kaposvári Képtár, Kaposvár
- Mecenatúra, Volksbank, Kogart Ház, Budapest | Kogart Kortárs Gyűjtemény, Kogart Ház, Budapest
- 2007 A festmény ideje, Magyar Nemzeti Galéria, Budapest | A fény, Volksbank Galéria (Istenhegyi u.), Budapest
- 2006 IDŐN TÚL – A festészet vállalt hagyománya, Szombathelyi Képtár | A Tragor Ignác Múzeum Gyűjteménye, Pécsi Galéria
- 2005 XI. DELHI TRIENNÁLÉ, Új–Delhi, India
- 2004 SENSARIA, Godot Galéria, Budapest
- 2003 Hortus Conclusus, Görög Templom Kiállítótér, Vác
- 1997 Still–life, Velencei Biennále, Velencefürdő